# Walter Bright
Walter Bright, né en 1957, est un développeur informatique connu pour être le créateur du langage de programmation D. 

## Carrière

### Compilateurs
Après avoir travaillé trois ans chez Boeing, Walter Bright s'est spécialisé dans le développement logiciel, en particulier les compilateurs.
Il est l'auteur des compilateurs Northwest Software C et Datalight C, devenu Zorland C puis Zortech C.
Il est le principal développeur du tout premier compilateur de C++ qui compilait directement en langage machine sans passer par une génération de code C intermédiaire, Zortech C++, qu'il a continué à développer alors que celui-ci devenait Symantec C++, puis finalement Digital Mars C++, du nom de l'entreprise qu'il a créé.
Digital Mars est réputé pour être l'un des compilateurs de C++ les plus rapides, bien qu'ayant un support incomplet du langage et générant du code machine souvent moins performant que ses concurrents.
Il a également développé des compilateurs pour le langage ECMAScript (DMDScript) et Java (Visual Cafe), considérés comme les plus rapides à l'époque de leur sortie.
Enfin, il est le concepteur originel du langage D et développeur principal du compilateur dmd.

### Jeux vidéo
Walter Bright est le créateur d'Empire, l'un des premiers jeux de stratégie sur ordinateur, entre 1971 et 1977.
Le jeu était conçu pour un PDP-11.